# Вилхелм фон Хоенау
Георг Албрехт Вилхелм фон Хоенау (на немски: Georg Albrecht Wilhelm von Hohenau, Count von Hohenau; *25 април 1854 в дворец Албрехтсберг, Дрезден; † 28 октомври 1930 в Бад Флинсберг/Сверадов-Здрой, Полша) е граф на Хоенау, пруски генерал-лейтенант и братовчед на германския кайзер Фридрих III.
Той е син на принц Албрехт Пруски (1809 – 1872) и третата му (морган.) съпруга Розалия Вилхелминя Йохана фон Раух (1820 – 1879), направена на графиня фон Хоенау на 28 май 1853 г., дъщеря на пруския генерал и военен министър Йохан Георг Густав фон Раух (1774 – 1841) и втората му съпруга Розали Холтцендорф (1790 – 1862). Баща му е син на пруския крал Фридрих Вилхелм III (1770 – 1840) и херцогиня Луиза фон Мекленбург-Щрелиц (1776 – 1810). Баща му е брат на Фридрих Вилхелм IV (1795 – 1864), крал на Прусия, Вилхелм I (1797 – 1888), император на Прусия, Шарлота (1798 – 1860), императрица на Русия. Заради брака на баща му той не е член на фамилията Хоенцолерн.
Брат е на Фридрих фон Хоенау (1857 – 1914). Полубрат е на принц Фридрих Вилхелм Николаус Албрехт Пруски (1837 – 1906).
Вилхелм фон Хоенау става офицер, адютант на кайзер Вилхелм II. Той загубва военния си ранг и е освободен от армията, заради обвинение в хомосексуалност.
След смъртта на брат му Фридрих през 1914 г. той се нанася в дворец Албрехтсберг, който трябва да продаде през 1925 г. на град Дрезден, заради задължения от игри. Той живее след това съвсем бедно в Дрезден.
Вилхелм фон Хоенау умира на 28 октомври 1930 г. във Флинсберг/Сверадов-Здрой, Полша на 76 години. Погребан е до майка му и брат му Фридрих в гробището „Валдфридхоф Вайсер Хирш“ при Дрезден. Фамилният гроб на графовете фон Хоенау е прекратен през 1968 г.

## Фамилия
Вилхелм фон Хоенау се жени на 10 юли 1878 г. в Лорцендорф/Намислов за графиня Лаура Заурма фон и цу дер Йелч (* 6 октомври 1857, Лорцендорф; † 24 февруари 1884, Потсдам), дъщеря на граф Йохан Йозеф Артур фон дер Йелч-Лорцендорф (1831 – 1878) и графиня Лаура Хенкел фон Донерсмарк (1838 – 1931). Те имат две дъщери:
- Мария Елизабет Александрина Розали Лаура (* 15 юни 1879, Лорцендорф; † 27 май 1956, Хердринген), омъжена на 20 октомври 1897 г. в дворец Албрехтсберг за граф Еберхард Мария Алойзий Петер Леополд Лудвиг Фриц фон Матушка (1870 – 1920)
- Мария-Розали Шарлота Евелина (* 23 октомври 1880, Берлин)

Вилхелм фон Хоенау се жени втори път на 25 октомври 1887 г. в Славенциц за принцеса Маргарета Мария Елизабет фон Хоенлое-Йоринген (* 27 декември 1865, Потсдам; † 13 юни 1940, Дрезден) (* 27 декември 1865, Славенциц; † 13 юни 1940, Дрезден), дъщеря на княз Хуго фон Хоенлое-Йоринген (1816 – 1897) и принцеса Паулина Вилхелмина Каролина Амалия фон Фюрстенберг (1829 – 1900).  Те имат две деца:
- Мария Виктория (* 30 август 1889; † 9 юни 1934), омъжена на 17 юни 1914 г. (развод 1923) за барон Ханс Карл фон Дорнберг (1875 – 1924)
- Фридрих Вилхелм (* 29 септември 1890; † 26 февруари 1918 в битка в Русия), участва в Първата световна война (1914 – 1918)